# Liste der Monuments historiques in Caragoudes
Die Liste der Monuments historiques in Caragoudes führt die Monuments historiques in der französischen Gemeinde Caragoudes auf.

## Liste der Bauwerke
| Bezeichnung | Beschreibung | Standort            | Kennzeichnung | Schutzstatus | Datum | Bild           |
| ----------- | ------------ | ------------------- | ------------- | ------------ | ----- | -------------- |
| Windmühle   |              | La Paillasse (Lage) | PA00094302    | Inscrit      | 1950  | weitere Bilder |

## Liste der Objekte
| Bezeichnung | Beschreibung          | Standort                     | Kennzeichnung | Schutzstatus | Datum | Bild |
| ----------- | --------------------- | ---------------------------- | ------------- | ------------ | ----- | ---- |
| Glocke      | Bronze, 1598 gegossen | in der Kirche St-Loup (Lage) | PM31000082    | Classé       | 1944  |      |